# 팀A 7th Stage "M.T.에게 바친다"
팀A 7th Stage "M.T.에게 바친다"(チームA 7th Stage「M.T.に捧ぐ」 팀에 세븐스 스테이지니 사사구[*])는 일본의 걸그룹 AKB48 팀A의 극장공연의 7th Stage이다.

## 개요
AKB48 팀A의 일곱 번째 공연이며 팀A 및 AKB48로는 약 5년 6개월만의 오리지널 공연이다.
제목 중의 ‘M.T.’는 타카하시 미나미(Takahashi Minami)이며 아키모토 야스시에 따르면 ‘타카하시 미나미의 의지를 이어받은 AKB48의 미래’가 컨셉이다.

## 투어 일정
| 일정                              | 공연 팀   |
| --------------------------------- | --------- |
| 2016년 2월 10일 ~ 2018년 5월 16일 | AKB48 팀A |

## 세트 리스트
- overture
- 始まる。→시작돼.
- Prime time
- 探してあげる→찾아줄게
- ラベンダーフィールド→라벤더 필드
- リスケ→리스케
- 制服ビキニ→교복 비키니
- She's gone
- 夢でKiss me !→꿈에서 Kiss me !
- 負け男→패배한 남자
- 月と水鏡→달과 수경
- 門前仲町ダンス→몬젠나카초 댄스
- 今夜、グロリアは誰に抱かれる?→오늘밤, 글로리아는 누구에게 안길까?
- コピー&ペースト→복사&붙여넣기
- M.T.に捧ぐ→M.T.에게 바친다

- Encore -
- ショーは終わらない→쇼는 끝나지 않아
- ウィンクの銃弾→윙크의 총알
- 涙はいつの日か→눈물은 언젠가

### 연출
- 공연 전의 장내 안내를 히라타 리나가 혼자서 담당했으며 일본어와 영어, 중국어의 3개국어로 행했지만 히라타의 졸업 후에는 멤버가 매일 변경됐으며 일본어로만 안내를 하게 됐다.
- 오프닝으로는 요코야마 유이[주 1]가 핸드 마이크를 사용해서 5년만의 새로운 공연을 선언함과 함께 멤버들에 의한 슈프레히콜가 행해진다.
- 〈負け男→패배한 남자〉에서는 가사에 등장하는 히모남(ヒモ男)이라는 설정으로 남장한 멤버 1명에 의한 춤 퍼포먼스가 있다.
- 처음의 MC에서 전원이 함께 자기소개하는 형식에서 곡 사이의 MC별로 몇명의 인원이 곡 소개와 자기소개를 하는 형식으로 바뀌었다.
- 〈M.T.に捧ぐ→M.T.에게 바친다〉의 무대 중에는 스크린에 노래의 모델인 타카하시 미나미의 영상이 나온다[1]. 타카하시 미나미의 졸업 후에는 생략되고 있다.

## 출연 멤버

### 팀A 7th Stage "M.T.에게 바친다"
- 팀A : 이리야마 안나, 이와타 카렌, 오오야 시즈카, 오오와다 나나, 오가사와라 마유, 코지마 나츠키, 코지마 하루나, 사사키 유카리, 시마자키 하루카, 시로마 미루, 타키타 카요코, 타니구치 메구, 나카니시 치요리, 나카무라 마리코, 히라타 리나, 히와타시 유이, 마에다 아미, 미야자키 미호, 미야와키 사쿠라, 야마다 나나미, 요코야마 유이
- 팀K : 이치카와 마나미, 시모구치 히나나, 모기 시노부, 유모토 아미
- 팀B : 타츠야 마키호, 요코시마 아에리
- 팀4 : 이노 미야비, 이즈타 리나, 오오모리 미유, 오카다 아야카, 무라야마 유이리
- 팀B 드래프트 연구생 : 니시카와 레이, 야마베 아유
- 팀8 : 오오타 나오, 교텐 유리나, 모기 카스미

내력
- 2016년 2월 10일[2] : 히와타시 유이 팀A 드래프트 연구생에서 승격
- 2016년 3월 9일[4] : 다키타 카요코, 히라타 리나[주 2] 출연 시작
- 2016년 4월 23일[5] : 마에다 아미  출연 시작. 다키타 카요코와 히라타 리나는 유닛 포지션 획득.
- 2016년 3월 9일[6][7] : 무라야마 유이리[주 3]  출연 시작, 시마자키 하루카[주 4] 마지막 출연
- 2016년 3월 15일[8] : 이와타 카렌 마지막 출연[주 5][주 6]
- 2016년 4월 23일[5] : 이치카와 마나미, 오카다 아야카 출연 시작
- 2016년 5월 16일[10] : 모기 시노부 출연 시작
- 2016년 6월 24일[11] : 히라타 리나[주 7] 마지막 출연
- 2016년 8월 29일[12] : 마에다 아미[주 8] 마지막 출연
- 2016년 9월 8일[13] : 이즈타 리나 출연 시작
- 2016년 9월 20일[14] : 타츠야 마키호는 공연부터 출연 시작
- 2016년 9월 24일[15] : 유모토 아미 출연 시작
- 2016년 12월 22일[16] : 오가사와라 마유[주 9] 마지막 출연
- 2017년 1월 10일[17] : 시모구치 히나나 출연 시작
- 2017년 3월 18일[18][19] : 야마베 아유, 요코시마 아에리 출연 시작,  오오와다 나나[주 8] 마지막 출연
- 2017년 4월 18일[20] : 니시카와 레이 출연 시작
- 2017년 7월 6일[21] : 오오타 나오, 교텐 유리나, 모기 카스미 출연 시작
- 2017년 8월 5일 : 이노 미야비 출연 시작
- 2017년 8월 15일[22] : 오오모리 미유 출연 시작

비고
- 공연 시작 시점에서 이미 졸업이 결정되어 있던 타카하시 미나미는 팀A의 멤버였지만 이 공연에는 출연하지 않는다[23].
- 첫날, 제2회 공연은 18명이였기 때문에 첫날은 이와타 카렌과 코지마 나츠키가 두 번째 공연시에는 이와타 카렌과 다키타 카요코가 유닛 곡의 가창에는 참가하지 않는다[주 10].

#### 유닛 담당곡
리스케
- 코지마 하루나, 이와타 카렌, 마에다 아미, 나카무라 마리코, 오가사와라 마유, 사사키 유카리
- 시마자키 하루카, 이리야마 안나, 오오와다 나나, 타니구치 메구

교복 비키니
- 오오와다 나나, 코지마 나츠키, 다키타 카요코
- 히와타시 유이, 이치카와 마나미. 코지마 나츠키, 유모토 아미, 타츠야 마키호, 요코시마 아에리, 니시카와 레이, 야마베 아유
- 야마다 나나미, 코지마 나츠키, 오카다 아야카, 다키타 카요코, 타츠야 마키호, 오오모리 미유

She's gone
- 이리야마 안나, 사사키 유카리, 모기 시노부, 코지마 나츠키
- 시로마 미루, 히라타 리나, 오카다 아야카, 이즈타 리나, 코지마 나츠키, 모기 카스미, 이노 미야비
- 타니구치 메구, 다키타 카요코, 이치카와 마나미
- 사사키 유카리, 무라야마 유이리, 히라타 리나

꿈에서 Kiss me!
- 미야와키 사쿠라, 히와타시 유이

패배한 남자
- 미야자키 미호, 오오야 시즈카, 나카니시 치요리
- 나카니시 치요리, 오카다 아야카, 이치카와 마나미
- 오가사와라 마유, 오카다 아야카, 타츠야 마키호, 교텐 유리나
- 오오야 시즈카, 다키타 카요코, 히라타 리나, 이치카와 마나미, 야마베 아유, 오오타 나오
- 나카무라 마리코, 모기 시노부, 시모구치 히나나
- 히모남(안무만) : 이와타 카렌[주 11][9][1]→마에다 아미→타니구치 메구[주 12]와 나카무라 마리코

달과 수경
- 요코야마 유이, 미야자키 미호, 나카무라 마리코

### 내용주
1. ↑  부재일 시에는 미야자키 미호, 나카무라 마리코가 담당했다.
2. ↑  히라타 리나는 공연 첫날에 시작 전의 안내만을 담당했다.
3. ↑  2016년 3월 9일, 3월 15일 공연은 전체곡에만 출연.
4. ↑  2016년 12월 31일 졸업
5. ↑  2016년 5월 21일 졸업
6. ↑  졸업 예정자가 첫날의 스타팅 멤버로 들어가는 것은 이례적[9].
7. ↑  2016년 8월 24일 졸업
8. 1 2  졸업 공연을 마지막으로 졸업
9. ↑  2016년 12월 24일 졸업
10. ↑  단, 이와타 카렌은 댄서로 출연. 3월 15일의 세 번째 공연은 16명 출연이였지만 다키타 카요코만 유닛 곡에 참가하지 않는다.
11. ↑  이와타 카렌의 남장 버전인 이와타카 렌 명의로 출연.
12. ↑  마에다 아미 졸업까지는 언더로 출연.

### 참조주
1. 1 2 3  “AKB48チームA、5年半ぶりの新公演開幕「自分たちらしいチームAに」” [AKB48 팀A, 5년 반만의 공연 개막 ‘자신들다운 팀A로’]. 《음악 나탈리》 (일본어). 2016년 2월 10일. 2016년 2월 13일에 확인함.
2. 1 2  “AKB横山が運営の怠慢に抗議!? 5年半ぶり新公演” [AKB 요코야마가 운영 태만으로 항의!? 5년 반만의 새로운 공연]. 《ORICON STYLE》 (일본어) (oricon ME). 2016년 2월 10일. 2016년 2월 14일에 확인함.
3. ↑  요미우리 신문 일요일판 《아키모토 야스시의 1분 후의 옛날 이야기》(2016년 2월 28일). 2016년 4월 27일 확인.
4. ↑  “3月9日(水)の公演メンバーのお知らせ” [3월 9일 (수)의 공연 멤버 안내]. 《AKB48 공식 블로그》 (일본어). 2016년 3월 3일. 2016년 3월 9일에 확인함.
5. 1 2  “4月23日(土)の公演メンバーのお知らせ” [4월 23일 (토) 공연 멤버 안내]. 《AKB48 공식 블로그》 (일본어). 2016년 4월 18일. 2016년 4월 23일에 확인함.
6. ↑  “公演メンバー変更のお知らせ” [공연 멤버 변경 안내]. 《AKB48 공식 블로그》 (일본어). 2016년 3월 7일. 2016년 3월 9일에 확인함.
7. ↑  “島崎遥香「バイバイ、AKB48！」“紅白選抜”で卒業 一般投票の順位は？” [시마자키 하루카 ‘바이바이, AKB48!’ “홍백선발”에서 졸업 일반 투표의 순위는?]. 《모델프레스》 (일본어) (넷네이티브). 2017년 1월 1일. 2017년 1월 31일에 확인함.
8. ↑  “岩田華怜・岩佐美咲・小林香菜の卒業について” [이와타 카렌, 이와사 미사키, 코바야시 카나의 졸업에 대해서]. 《AKB48 공식 블로그》 (일본어). 2016년 2월 24일. 2016년 3월 3일에 확인함.
9. 1 2  이와타 카렌 - Google+. 2016년 2월 10일
10. ↑  “5月16日(月)の公演メンバーのお知らせ” [5월 16일 (월) 공연 멤버 안내]. 《AKB48 공식 블로그》 (일본어). 2016년 5월 10일. 2016년 5월 11일에 확인함.
11. ↑  “平田梨奈の卒業公演日程と握手会イベント最終参加につきまして” [히라타 리나의 졸업 공연 일정과 악수회 이벤트 마지막 참가에 대해서]. 《AKB48 공식 블로그》 (일본어). 2016년 8월 8일. 2016년 8월 15일에 확인함.
“8月24日(水)の公演メンバーのお知らせ” [8월 24일 (수) 공연 멤버 안내]. 《AKB48 공식 블로그》 (일본어). 2016년 8월 18일. 2016년 8월 29일에 확인함.
12. ↑  “前田亜美の卒業公演日程につきまして” [마에다 아미의 졸업 공연 일정에 대해서]. 《AKB48 공식 블로그》 (일본어). 2016년 8월 16일. 2016년 8월 29일에 확인함.
“8月29日(月)の公演メンバーのお知らせ” [8월 29일 (월) 공연 멤버 안내]. 《AKB48 공식 블로그》 (일본어). 2016년 8월 23일. 2016년 8월 29일에 확인함.
13. ↑  “9月8日(木)の公演メンバーのお知らせ” [9월 8일 (목) 공연 멤버 안내]. 《AKB48 공식 블로그》 (일본어). 2016년 9월 2일. 2016년 9월 8일에 확인함.
14. ↑  “9月20日(火)の公演メンバーのお知らせ” [9월 20일 (화) 공연 멤버 안내]. 《AKB48 공식 블로그》 (일본어). 2016년 9월 15일. 2016년 9월 20일에 확인함.
15. ↑  “9月24日(土)の公演メンバーのお知らせ” [9월 24일 (토) 공연 멤버 안내]. 《AKB48 공식 블로그》 (일본어). 2016년 9월 18일. 2016년 9월 24일에 확인함.
16. ↑  “小笠原茉由の卒業公演日程と握手会イベント最終参加につきまして” [오가사와라 마유의 졸업 공연 일정과 악수회 이벤트 마지막 참가에 대해서]. 《AKB48 공식 블로그》 (일본어). 2016년 12월 9일. 2016년 12월 22일에 확인함.
17. ↑  “1月10日(火)、11日(水)の公演メンバーのお知らせ” [1월 10일 (화), 11일 (수) 공연 멤버 안내]. 《AKB48 공식 블로그》 (일본어). 2017년 1월 5일. 2017년 1월 10일에 확인함.
18. ↑  “3月18日(土)の公演メンバーのお知らせ” [3월 18일 (토) 공연 멤버 안내]. 《AKB48 공식 블로그》 (일본어). 2017년 3월 13일. 2017년 3월 18일에 확인함.
19. ↑  “大和田南那、相笠萌、梅田綾乃、西野未姫の卒業について” [오오와다 나나, 아이가사 모에, 우메타 아야노, 니시노 미키의 졸업에 대해서]. 《AKB48 공식 블로그》 (일본어). 2017년 2월 1일. 2017년 3월 18일에 확인함.
20. ↑  “4月18日(火)の公演メンバーのお知らせ” [4월 18일 (화) 공연 멤버 안내]. 《AKB48 공식 블로그》 (일본어). 2017년 4월 13일. 2017년 4월 18일에 확인함.
21. ↑  “7月6日(木)の公演メンバーのお知らせ” [7월 6일 (목) 공연 멤버 안내]. 《AKB48 공식 블로그》 (일본어). 2017년 6월 30일. 2017년 7월 9일에 확인함.
22. ↑  “8月14日(月)と15日(火)の公演メンバーのお知らせ” [8월 14일 (월), 15일 (화) 공연 멤버 안내]. 《AKB48 공식 블로그》 (일본어). 2017년 8월 9일. 2017년 8월 15일에 확인함.
23. ↑  “高橋みなみ卒業公演” [타카하시 미나미 졸업 공연]. 《AKB48 공식 블로그》 (일본어). 2016년 4월 1일. 2016년 4월 14일에 확인함.